# Новоселово (Новосибірська область)
Новоселово (рос. Новосёлово) — село у Убінському районі Новосибірської області Російської Федерації.
Входить до складу муніципального утворення Колмаковська сільрада. Населення становить 352 особи (2010).

## Історія
Згідно із законом від 2 червня 2004 року органом місцевого самоврядування є Колмаковська сільрада.

## Населення
| 2002 | 2007 | 2010 |
| ---- | ---- | ---- |
| 430  | ↗460 | ↘352 |